# Carlos Gracie Jr.
Carlos "Carlinhos" Gracie Jr. (Rio de Janeiro, 17 de janeiro de 1956) é um praticante, instrutor e treinador brasileiro de jiu-jítsu brasileiro (BJJ), faixa coral do 8º grau. Membro da Família Gracie, é filho de Carlos Gracie, um dos fundadores do jiu-jítsu brasileiro.

## Carreira
Gracie é o fundador da Confederação Brasileira de Jiu-Jitsu (CBJJ), também conhecida como Federação Internacional de Jiu-Jitsu Brasileiro (IBJJF), uma empresa com fins lucrativos que organiza torneios de jiu-jítsu brasileiro e grappling, incluindo o Campeonato Mundial de Jiu-Jitsu, Campeonato Pan de Jiu-Jitsu e Campeonato Europeu de Jiu-Jitsu IBJJF.
Em 1986, Carlos Gracie fundou a primeira academia  Gracie Barra em Barra da Tijuca, Rio de Janeiro. Sob sua liderança, a Gracie Barra expandiu-se para mais de 700 academias ao redor do mundo, tornando-se uma das maiores e mais influentes organizações de Jiu-Jitsu Brasileiro.
Além do ensino, ele lançou a Gracie Magazine, uma publicação dedicada à promoção do Jiu-Jitsu Brasileiro globalmente. Em 2002, também fundou a GB Wear, uma marca especializada em uniformes e equipamentos de treino para alunos da Gracie Barra.

## Filosofia de ensino
A filosofia de ensino de Gracie é influenciada por três figuras-chave: seu pai, Carlos Gracie; seu tio, Hélio Gracie; e seu irmão mais velho, Rolls Gracie. De seu pai, aprendeu a importância do Jiu-Jitsu como ferramenta para a saúde e o desenvolvimento pessoal. Hélio Gracie lhe ensinou disciplina e foco, enquanto Rolls Gracie o incentivou a explorar técnicas de outras modalidades de grappling.
Gracie enfatiza uma abordagem aberta ao ensino, o desenvolvimento de liderança dentro da comunidade do Jiu-Jitsu e a importância da competição para aprimoramento pessoal e coletivo. Ele vê o Jiu-Jitsu Brasileiro como um estilo de vida e uma ferramenta para o crescimento pessoal.

## Vida pessoal
Carlinhos é um dos vinte e um filhos de Carlos Gracie. Tem três filhos: a filha Caroline e os filhos Kayron e Kyan. Seu filho Kayron é faixa preta de BJJ e ensina na Gracie Barra Rancho Santa Margarita.
Carlinhos segue a Dieta Gracie, um programa nutricional desenvolvido por seu pai, e mantém um estilo de vida ativo com treinamentos diários e atividades ao ar livre, como natação e trilhas em locais como Pedra da Gávea, no Rio de Janeiro, e praias de Laguna Niguel, na Califórnia.

## Legado
As contribuições de Carlos Gracie Jr. desempenharam um papel significativo na expansão global do BJJ. Sua atuação na organização de competições, na expansão das academias Gracie Barra e na promoção de um método estruturado de ensino deixou um impacto duradouro no esporte. Seus esforços garantem que a visão de seu pai sobre o Jiu-Jitsu como um estilo de vida e ferramenta de aprimoramento pessoal continue para as futuras gerações.

## Linhagem de instrutores
Kanō Jigorō → Mitsuyo Maeda → Carlos Gracie → Carlos Gracie Jr.